# Marchio di qualità statale dell'Unione Sovietica

Marchio di qualità dell'URSS 1967

Dimensioni del Marchio di Qualità 1967

Il marchio di qualità statale, nell'Unione Sovietica, era un marchio di conformità destinato all'etichettatura dei prodotti di alta qualità (indicazione di qualità per il consumatore e per scopi industriali). Tale marchio, una volta che l'ente preposto alla certificazione aveva verificato la corrispondenza normativa al relativo Standard Statale GOST, poteva essere applicato sul prodotto o sull'imballaggio, sui documenti di spedizione come anche sulle etichette, di spedizione o no.
L'acronimo GOST deriva proprio dalle parole standard statale (in russo Государственный Стандарт → ГOСT, foneticamente Gosudarstvennyĭ Standart, GOST).
L'autorizzazione a utilizzare il marchio veniva concessa alle imprese per un periodo di due o tre anni, in funzione di alcuni parametri che disciplinavano la qualità dei prodotti e la tipologia dell'impresa (produttore, importatore, distributore, ecc.) e poteva prevedere, o no, un'ispezione annuale presso il sito produttivo.

## Cronologia

### 1941
Nel 1941 non era ancora stato introdotto un vero e proprio marchio di qualità, ma era stato pubblicato lo Standard Statale GOST 918-41 che sanciva le regole per la produzione di orologi da taschino.
Alcune marche prestigiose del tempo quali, ad esempio, ZiM (ЗиМ, Завод имени Масленникова - fabbrica chiamata Maslennikov presso Samara, inaugurata nel 1909 e fallita nel 1990), incidevano la scritta ГOСT918-41 all'interno del fondello (a pagina 2 del documento "L'ABC dei marchi di qualità di origine Sovietica e Russa dal 1967 al 2011") per certificare che l'orologio era stato prodotto secondo gli standard statali sovietici.

### 1954
Viene emessa la prima versione della GOST 5072 nella quale vengono definiti gli standard statali relativamente alla precisione minima per certificare un cronometro (in funzione della precisione si individua una classe), alle metodiche con cui eseguire le verifiche e alle condizioni ambientali in cui eseguirle.

### 1967
Il Regolamento per la costruzione e l'applicazione del marchio di qualità fu pubblicato con lo Standard Statale GOST 1,9-67 del 7 aprile 1967.
Tale marchio consisteva in un'immagine stilizzata di una pentagono con i lati arrotondati (simbolo statale dell'Unione Sovietica) con inscritto in esso la lettera K (iniziale della parola Качества, "qualità"), ruotata di 90 gradi.

### 1980
Nel corso degli anni '80, il marchio non sempre fu assegnato in modo consono, ovvero con un adeguato e rigoroso controllo della qualità dei prodotti, e così perse rapidamente il suo valore nella percezione degli acquirenti.
Concetto che è stato esplicitamente testimoniato da una fonte russa in uno degli articoli presenti nelle note riportate a piè di pagina: "... А это, в свою очередь, вело к тому, что товары, которым знак присваивался, в последние годы существования СССР уже далеко не всегда отличались должным качеством и зачастую не соответствовали возросшим требованиям покупателей".

### 1991
Tale marchio perse completamente valore dal 1991 in seguito alla dissoluzione dell'Unione Sovietica (19 - 21 agosto 1991) e fu sostituito dal marchio GOST(prima secondo lo standard Statale ГОСТ Р 50460-92 e successivamente dallo standard statale ГОСТ Р 1.9-2004) e da altri Marchi di Qualità.
Il Marchio GOST, chiamato talvolta Ростеста, non era un'onorificenza ma bensì l'attestazione che il prodotto era conforme a quanto previsto per legge. Tale attestazione veniva ufficializzata con un certificato. che stabilisce quanto segue:
1. i parametri di qualità sono stabili;
2. il prodotto soddisfa pienamente gli standard statali sovietici;
3. il prodotto è compatibile con gli standard internazionali;
4. il processo produttivo è efficiente;
5. vengono soddisfatte le esigenze dell'economia dello Stato e della popolazione.[8]

L'etichettatura dei prodotti con il marchio di conformità alle norme nazionali può essere applicata a prodotti, contenitori, pacchetti e documentazione tecnica di accompagnamento. Il marchio può essere usato nella pubblicità, cataloghi, moduli ufficiali e segni, mostrato in occasione di fiere ed esposizioni. Tale marchio simboleggia il segno dello Stato dell'URSS, e sulla sinistra è inscritta una "P", foneticamente R, ovvero l'iniziale di Russia.

### 1999
Dal 1999, si diffonde un altro marchio di qualità denominato Marca Russa (Российская марка).
Il marchio è riportato con il nome "Marchio di Qualità Laureate" a pagina 13 del documento "L'ABC dei marchi di qualità di origine Sovietica e Russa dal 1967 al 2011".
Questo marchio era conferito a tre categorie in quattro livelli. Veniva infatti assegnato ai vincitori (1º platino, 2º oro, 3º argento, 4º bronzo) di concorsi nazionali nelle categorie "beni russi di alta qualità", "servizio di qualità russo" e "tecnologie avanzate russe" dopo aver superato la certificazione di diversi comitati di esperti indipendenti (equivalenti agli enti di certificazione accreditati ISO/IEC 17025) e l'approvazione da parte del Consiglio Supremo "Marca Russa".

### 2002
Dal dicembre 2002 fu istituita l'Onorificenza Gloria nazionale, premiando con tale riconoscimento i capi della Federazione Russa, i dirigenti d'azienda, i disegnatori, i tecnologi e altri specialisti che si contraddistinguevano nel garantire una produzione di alta qualità, prodotti competitivi, partecipazione attiva delle imprese al programma nazionale per la promozione dei migliori prodotti-servizi-tecnologie russi. L'assegnazione delle onorificenze si tiene ogni due anni nel corso dell'evento "Gloria nazionale" nell'ambito della Fiera Internazionale di Mosca.

### 2011
A partire dal 2011 i certificati sono stati gradualmente sostituiti: i vecchi attestavano che il prodotto era conforme al regolamento GOST specifico per quel determinato prodotto; i nuovi certificati, invece, attestano, in modo analogo alle "Dichiarazioni di Conformità CE ai sensi della normativa ISO/IEC 17050-1-2", che il prodotto è conforme a una serie di requisiti tecnici analoghi alle norme ISO UNI EN. Il programma dovrebbe concludersi nel 2021.
A differenza della "Dichiarazione di Conformità CE" che viene redatta e rilasciata (quando previsto dalla legge ***) dal produttore (se residente nella Comunità Europea) o dal suo mandatario (che deve essere il suo unico mandatario e deve essere residente nella CEE) o dall'importatore/distributore (con ragione sociale registrata nella comunità europea), il certificato russo è emesso da un ente di Stato: "Sistema di Certificazione Russo GOSSTANDART" (СИСТЕМА СЕРТИФИКАЦИИ ГОССТАНДАРТ РОССИ) ed è valido su tutto il territorio federale russo (salvo accordi con alcuni paesi dell'ex Unione Sovietica) da un minimo di uno a un massimo di tre anni, in funzione della tipologia del prodotto e di chi lo richiede (produttore, importatore, distributore) e può prevedere, o no, ispezioni annuali (ispezioni di processo e di prodotto) presso il produttore.
Questo certificato denominato "Dichiarazione di Conformità (GOST-R)" è quindi più vicino a un certificato europeo  ENEC piuttosto che a una dichiarazione di confomità CE, in quanto emesso da un ente terzo.

### 2012
Durante la XXVIII Fiera Internazionale di Mosca, per l'assegnazione dell'onorificenza "Gloria Nazionale", è stata prevista la consegna delle onorificenze "Marchio Nazionale (III Millennium) Marchio di qualità del XXI secolo"
Sulla Medaglia di Platino e Medaglia d'Oro è presente il Marchio di Qualità GOST con la dicitura: "Marchio Qualità XXI Secolo".

### 2013
Durante la VVC Exhibition (Mosca 13-15 maggio 2013) è prevista la consegna delle onorificenze "Marchio Nazionale (III Millennium) Marchio di qualità del XXI secolo - 2013" che testimonia l'impegno del Governo a incentivare la produzione di articoli di alta qualità che possano far concorrenza a quelli importati nonché rappresentare un esempio per tutti gli uomini impegnati nelle discipline scientifiche, produttive e innovative della Federazione.